# Antelope Valley-Crestview, Wyoming
Antelope Valley-Crestview är en ort (census-designated place) i Campbell County i nordöstra delen av den amerikanska delstaten Wyoming. Orten är belägen omkring 7 kilometer söder om countyts huvudort Gillette vid delstatsväg 59 och hade 1 658 invånare vid 2010 års federala folkräkning.